# Вацлавув (Радомський повіт)
Вацлавув (пол. Wacławów) — село в Польщі, у гміні Волянув Радомського повіту Мазовецького воєводства.
Населення — 359 осіб (2011).
У 1975—1998 роках село належало до Радомського воєводства.

## Демографія
Демографічна структура станом на 31 березня 2011 року:
|          | Загалом | Допрацездатний вік | Працездатний вік | Постпрацездатний вік |
| -------- | ------- | ------------------ | ---------------- | -------------------- |
| Чоловіки | 193     | 47                 | 135              | 11                   |
| Жінки    | 166     | 35                 | 104              | 27                   |
| Разом    | 359     | 82                 | 239              | 38                   |